# Kohleveredlungsbetrieb Ville/Berrenrath

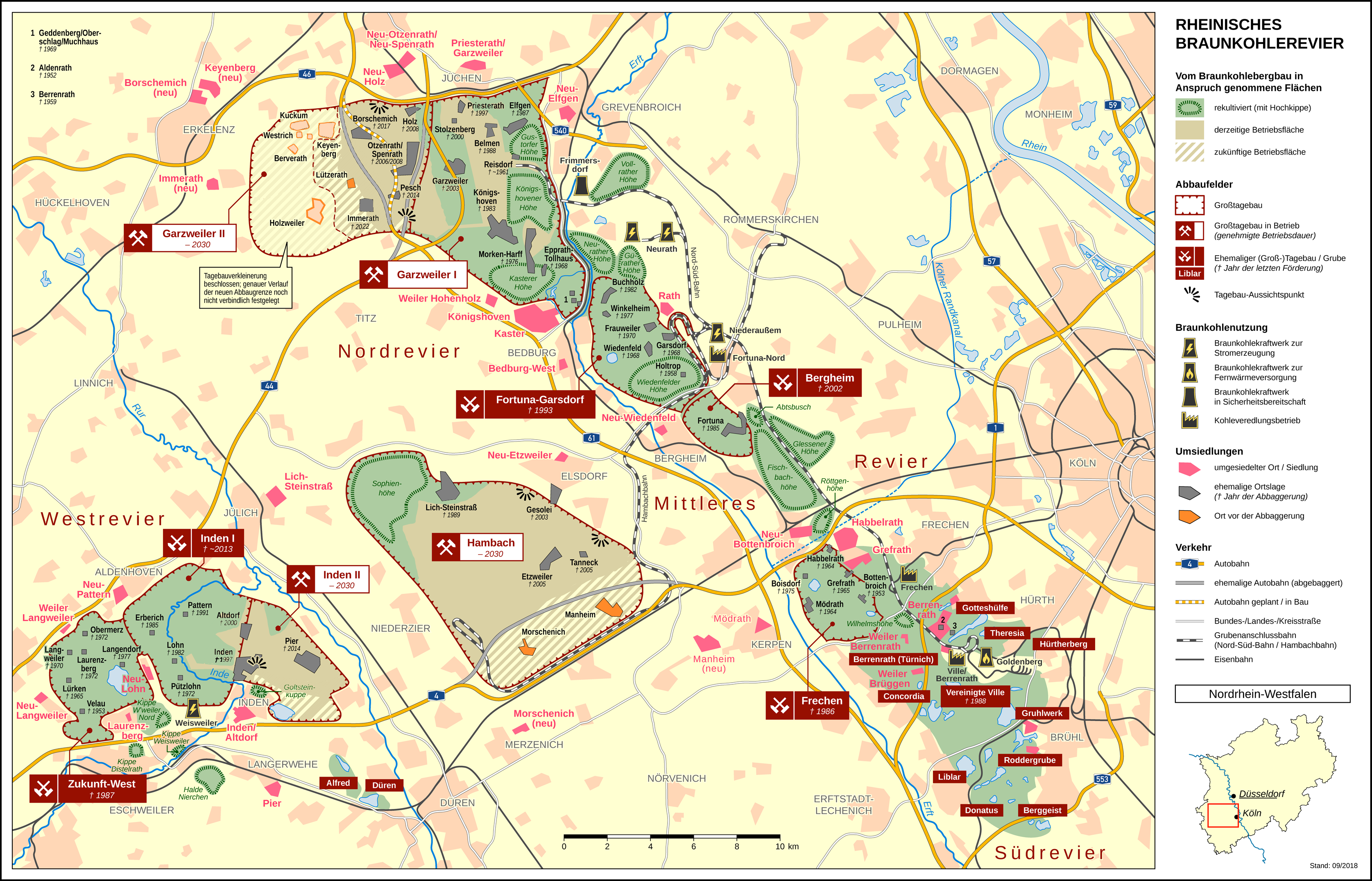
Der Kohleveredlungsbetrieb Ville/Berrenrath im Rheinischen Braunkohlerevier

Der Kohleveredlungsbetrieb Ville/Berrenrath (ehemals Brikettfabrik Vereinigte Ville oder Brikettfabrik Ville/Berrenrath) in Hürth ist einer der drei noch vorhandenen Kohleveredlungsbetriebe der RWE Power, zur „Veredlung“ (Aufbereitung) von Braunkohle.
In der Anlage wird heute ausschließlich Kohlenstaub als Brennstoff für die Kohlenstaubfeuerungen RWE-eigener Kraftwerke und anderer industrieller Verbraucher in der Region produziert. Hierfür wird die Rohkohle gemahlen und getrocknet.
Am Standort ist neben der Kohleaufbereitungsanlage ein Kraftwerk mit 550 MW thermischer Leistung und einer elektrischen Leistung von 107 MW auf Basis einer Wirbelschichtfeuerung installiert, welches den Eigenbedarf der Anlage deckt und Strom ins Netz einspeist.

## Geschichte
Der Betrieb entstand aus der Brikettfabrik Berrenrath, manchmal auch als Vereinigte Ville VI bezeichnet. Diese letzte der sechs Fabriken der Gruben Vereinigte Ville und Tagebau Berrenrath wurde um 1917 in Betrieb genommen. 1975 stellten die fünf älteren Fabriken die Produktion ein.
Obwohl am Standort heute noch 27 Brikettpressen vorhanden sind, werden dort keine Briketts mehr produziert; die einzig aktive Brikettfabrik im Rheinischen Revier ist die ehemalige Brikettfabrik Wachtberg, der heutige Kohleveredlungsbetrieb Frechen.

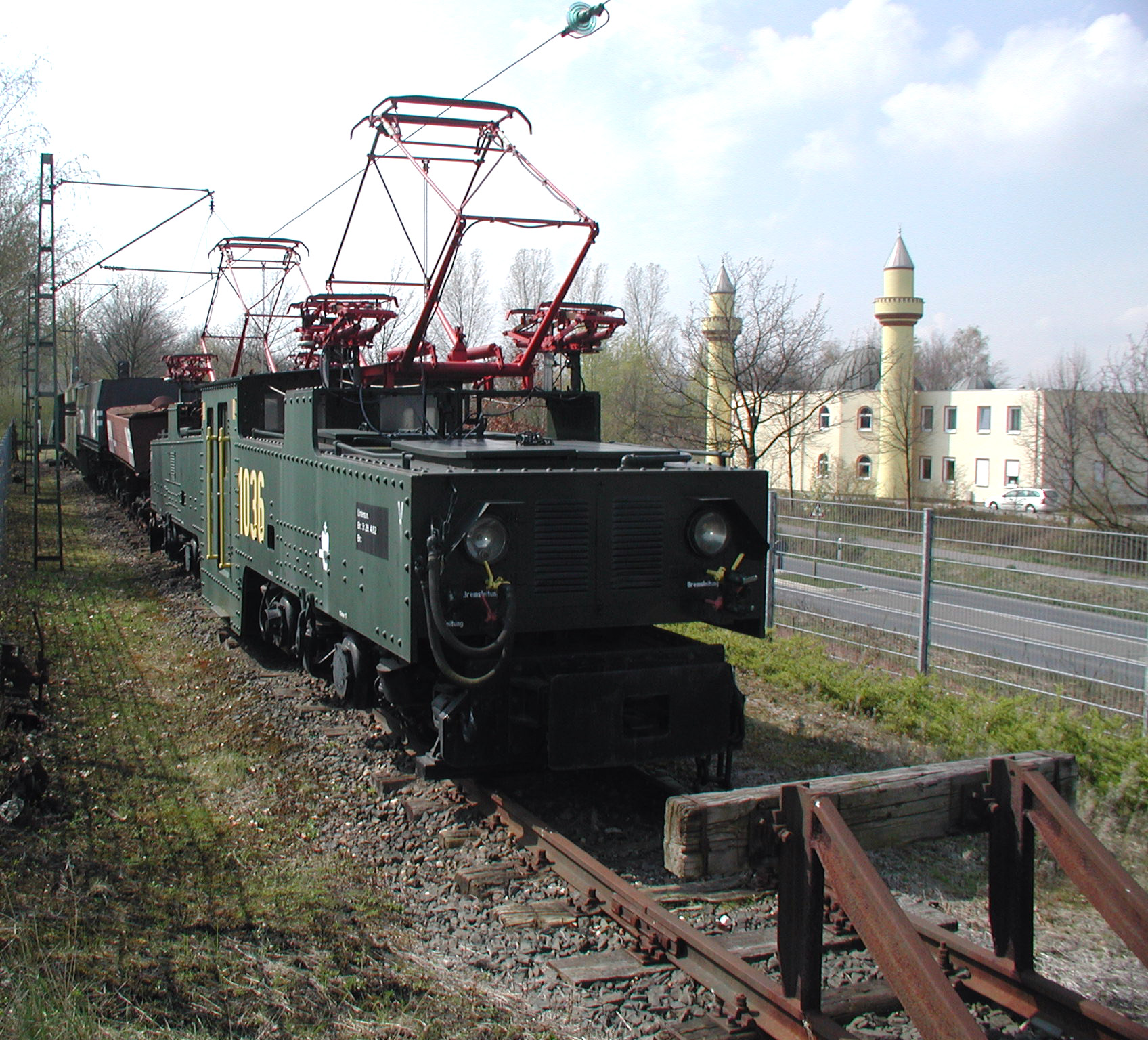
Lok 1036 der Schmalspurkohlenbahn (Industriedenkmal Alt-Hürth)

Ehemals erfolgte die Versorgung der Brikettfabriken direkt über zwei Schrägaufzüge und später Bandanlagen aus den angeschlossenen Gruben Vereinigte Ville und Berrenrath sowie über eine Schmalspurkohlenbahn aus den benachbarten Gruben (Theresia, Gotteshülfe) am Ostabhang der Ville. Der Brikettabsatz erfolgte über die Villebahn zur Staatsbahn nach Kalscheuren/Kendenich und von dort über die Querbahn zum Hafen in Wesseling. Da diese Tagebaue seit 1988 alle ausgekohlt und stillgelegt sind, bekommt der Betrieb heute seine Kohle über den Gleisanschluss mit der Nord-Süd-Bahn aus den Großtagebauen Garzweiler und Hambach.

## Ausstattung und Leistungsdaten
Die Anlage hat eine Kapazität von bis zu 5 Mio t Rohkohle pro Jahr; tatsächlich wurden 2007 aber nur 2,35 Mio t verarbeitet. Zum Vergleich: In den drei oben genannten Großtagebauen des Rheinischen Reviers werden in Summe jährlich fast 100 Mio t gewonnen.

### Staubproduktion
Die Rohkohle wird gesiebt, in 14 Röhrentrocknern auf einen Wassergehalt von 11 % getrocknet und in zehn Stabschwingmühlen, beziehungsweise seit Juli 2012 durch eine Walzenschüsselmühle, deren Errichtung eine Investition von 40 Millionen Euro erforderte, gemahlen.
Aus den oben genannten 2,35 Mio t verarbeiteter Rohkohle wurden etwa 0,8 Mio t getrockneter Staub produziert (Verbrauch des betriebseigenen Kraftwerkes nicht mitgerechnet). Der Massenverlust erklärt sich vor allem daraus, dass die Rohkohle um die 60 % Wassergehalt aufweist; diese Feuchte wird beim Trocknen bis auf etwa 11 % Restfeuchte vermindert. Mit der neuen Walzenanlage wurde die Kapazität auf über eine Million Tonnen Staub pro Jahr erhöht, zusammen mit dem Betrieb Fortuna-Nord werden über drei Millionen Tonnen erreicht.

### Kraftwerk
Zur Deckung des Eigenbedarfes an Energie und Prozesswärme und zur wirtschaftlichen Nutzung der Abfälle der Kohleaufbereitung verfügt der Standort über ein Kraftwerk mit (seit 1991) zwei Wirbelschicht-Dampfkesseln mit 550 MW thermischer Leistung. Neben Braunkohle können in der Feuerung auch Biomasse (Altholz, Klärschlamm) und Sekundärbrennstoffe verbrannt werden.
Der produzierte Dampf wird über fünf Dampfturbinen mit einer elektrischen Leistung von 107 MW verstromt und dient zur Deckung des Kraftbedarfes der Anlage. Der Überschuss an elektrischer Energie wird in das Netz eingespeist. Der Netzanschluss erfolgt über die Schaltanlage Berrenrath auf der 110-kV-Hochspannungsebene in das Stromnetz des Verteilnetzbetreibers Rhein-Ruhr Verteilnetz.
Die Abwärme wird in Kraft-Wärme-Kopplung zur Deckung des Wärmebedarfes der o. g. Kohletrockner genutzt. Über einen Verbund mit dem benachbarten Kraftwerk Goldenberg beliefert das Kraftwerk zudem verschiedene Verbraucher im Chemiepark Knapsack und im weiteren Energie- und Chemie-Centrum mit Prozess- und Fernheizdampf.